# HD 150689
HD 150689 is een oranje dwerg in het sterrenbeeld Scorpius, met magnitude van +7,52 en met een spectraalklasse van K3.V. De ster bevindt zich op 46,38 lichtjaar van de zon.
Berekeningen geven aan dat de ster over 689.000 jaar de zon op 10,1 lichtjaar zal passeren. Dan bereikt de ster een magnitude +4,20.